# Sullivan's Island
Sullivan's Island är en liten stad (town) på en ö med samma namn i Charleston County i den amerikanska delstaten South Carolina. Staden har en yta av 8,6 km² och en folkmängd, som uppgår till 1 911 invånare (2000).